# Mimeremon flavovittatum
Mimeremon flavovittatum är en skalbaggsart som beskrevs av Stefan von Breuning 1967. Mimeremon flavovittatum ingår i släktet Mimeremon och familjen långhorningar. Inga underarter finns listade i Catalogue of Life.